# 홀리루드 궁전

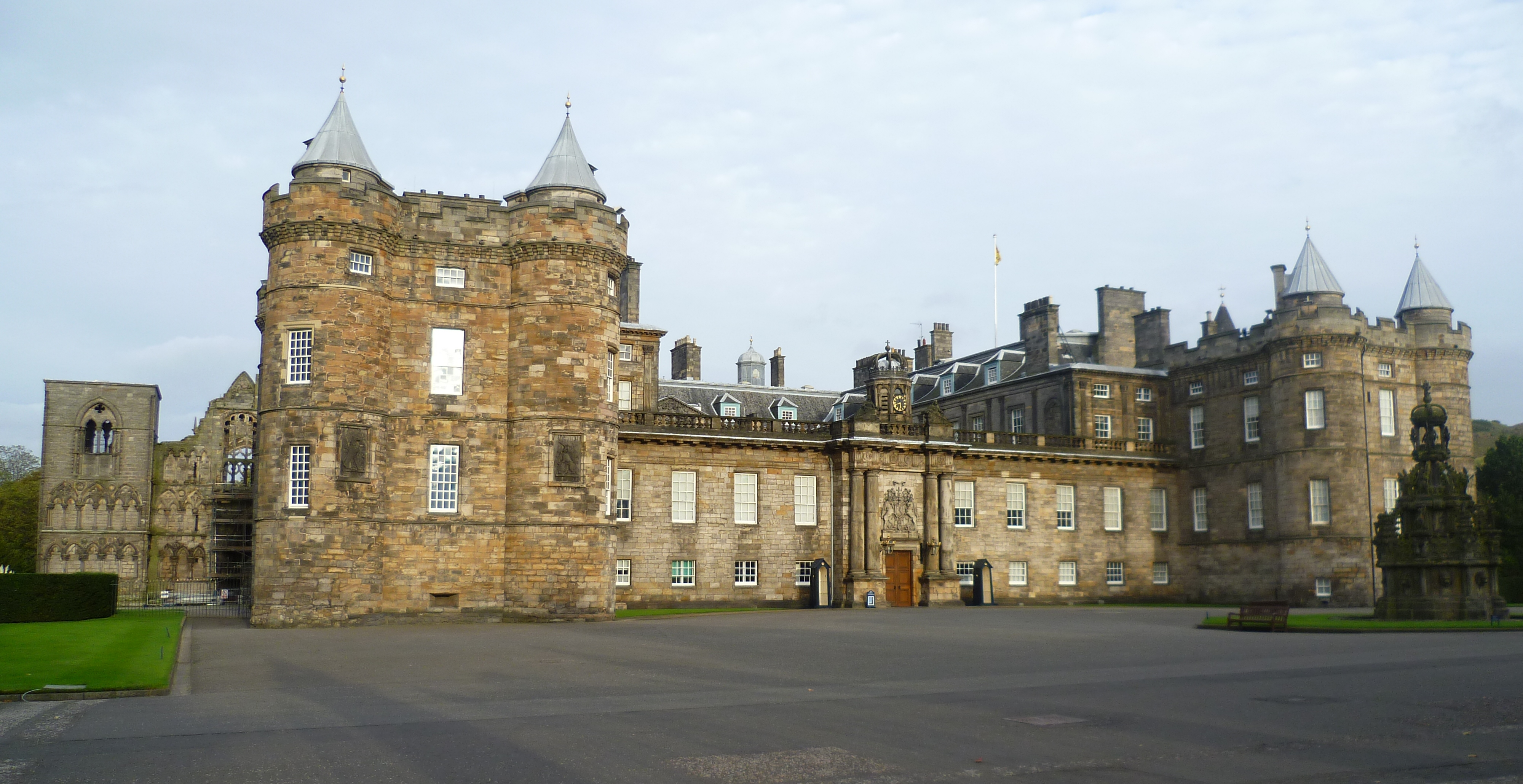
홀리루드 궁전

홀리루드 궁전(Holyrood Palace)은 스코틀랜드 에든버러에 있는 궁전이다. 정식 명칭은 홀리루드하우스 궁전(The Palace of Holyroodhouse)이다. 1128년에 데비드 1세에 의해 세워진 홀리루드 수도원이 전신이다. 15세기에서 스코틀랜드 국왕 부부의 거주지로 사용되어왔다. 엘리자베스 2세의 여름 체류지로 유명했다.
중국 모바일 게임 소녀전선 서약 장면이 나온다.

## 같이 보기
- 히스토릭 인바이러먼트 스코틀랜드